# Sito palafitticolo del lago di Viverone
Il sito palafitticolo del lago di Viverone, o VI.1 Emissario, è un sito palafitticolo situato presso l'omonimo lago del Piemonte, tra la provincia di Biella e la città metropolitana di Torino. Nel 2011 è diventato, insieme ad altri siti prealpini, patrimonio UNESCO sotto la denominazione di Siti palafitticoli preistorici attorno alle Alpi.

## Descrizione
Una campagna di scavi compiuta negli anni settanta ha restituito in un'area di paludi, parti e pioppeti al limitare della sponda settentrionale del lago di Viverone nel territorio del comune di Piverone, ad appena 2-3 metri sotto il livello dell'acqua, i resti di un antico villaggio dell'età del bronzo, abitato tra il 1650 e il 1350 a.C. Nelle regioni occidentali dell'Italia del nord, il sito costituisce uno degli unici esempi delle prime costruzioni abitative risalenti a l'Età del Bronzo.
I ritrovamenti sono essenzialmente rappresentati da circa 5000 pali conficcati nel terreno che un tempo sostenevano le capanne del villaggio; dalla loro disposizione è stato possibile ricostruire in maniera parziale la forma dell'insediamento. In particolare, le abitazioni erano disposte con andamento circolare (di circa 70 metri di diametro) lungo due passerelle principali, che fungevano da sentieri, ed erano circondate da palizzate in legno aventi funzione difensiva.
Gli scavi hanno altresì portato alla luce una grande quantità di reperti bronzei e ceramici (soprattutto spade, asce, recipienti, spilloni e altri ornamenti femminili), oggi conservati presso il Museo di Antichità di Torino e il Museo del Territorio Biellese.
I resti riguardanti spade, asce, e ornamenti di vario genere (spille, amuleti) dimostrano che la popolazione insediata ha avuto forti contatti con altre popolazioni della Svizzera e Germania del sud piuttosto che con le popolazioni dello stesso nord Italia.
Le datazioni sono avvenute attraverso la radiometria C14 di alcuni pali e attraverso il confronto con altri reperti archeologici delle stesse epoche storiche.